# Московский джазовый оркестр
Московский джазовый оркестр — биг-бэнд под управлением народного артиста России, саксофониста Игоря Бутмана, основанный в 1999 году. Американский джазовый журнал «Downbeat» с самым большим тиражом в мире из числа первых журналов в этом жанре писал, что оркестр обладает «мастерским владением языком современного оркестрового джаза» и наследует традиции биг-бэндов Диззи Гиллеспи. В журнале «Музыкальная жизнь» писали, что в музыке Московского джазового оркестра «сплетены энергия, фантазия, грамотные аранжировки и виртуозные солисты».

## История оркестра
Игорь Бутман всегда мечтал открыть большой клуб, чтобы в нём каждую неделю мог выступать настоящий оркестр — биг-бенд. Сначала появилось помещение на Таганской площади, подходящее для клуба, где Бутман открыл свой Le Club. Именно здесь состоялось первое выступление оркестра, который тогда носил название Igor Butman Big Band. Музыканты репетировали и выступали здесь каждый понедельник. Традиция клубных понедельников сохраняется до сих пор, только клуб на Таганской площади теперь носит название «Джаз-клуб Игоря Бутмана». С 2000 года оркестр составляет основу программы ежегодного фестиваля «Триумф джаза», продюсером которого также выступает Бутман.
В 2002 году Биг-Бэнд Игоря Бутмана совместно с Ларисой Долиной создают программу «Карнавал джаза», с которой они объездили всю Россию, страны СНГ, а также Израиль и США.
В 2003 году оркестр выступил с Джазовым оркестром Линкольн-центра под руководством Уинтона Марсалиса в Нью-Йорке. Концерты были приурочены к открытию нового джазового сезона в Линкольн-Центре. Джазовый критик газеты «The New York Times» в своем ревю написал, что два оркестра сидели на одной сцене как зеркальное отражение друг друга, а также отметил «отличную компетентность и беглость» Биг-Бэнда Бутмана.
В 2012 году московское правительство присвоило биг-бэнду Бутмана официальное название «Московский джазовый оркестр». Через 2 года оркестр отправляется в свой первый большой джазовый тур. Концерты прошли в Майями, Нью-Джерси, Нью-Йорке, Бостоне, Вашингтоне, Новом Орлеане, Доминиканской республике и множестве других городов.
В 2017 году оркестр стал хедлайнером Всемирного фестиваля молодежи и студентов в Сочи.
Московский джазовый оркестр выступал на All-Star Global Concert («Концерт всех звезд»), которой традиционно проводится в Международный день джаза и транслируется на весь мир. Мероприятие проходит в знаковых местах, которые являются культурно-исторической ценностью для мирового сообщества. В 2018 году этим местом стал Мариинский театр в Санкт-Петербурге. Биг-бэнд Игоря Бутмана стал первым оркестром в истории, который принял участие в этом концерте.
В 2019 году оркестр отметил 20-летний юбилей. Была организована серия концертов при участии Курта Эллинга, Ларисы Долиной, Валерия Сюткина и Сергея Мазаева.
Оркестр неоднократно выступал в Карнеги-холле, Линкольн-центре, американском джазовом клубе Birdland и на других знаменитых площадках, а также играл со звёздами мирового джаза: с девятикратным лауреатом премии «Grammy», лауреатом Пулицеровской премии, трубачом Уинтоном Марсалисом, трёкратной обладательницей премии «Grammy» Ди Ди Бриджуотер, с известным американским вокалистом Куртом Эллингом, с немецким трубачом и двухкратным номинантом на премию «Grammy» Тилем Брённором и многими другими.
В разное время в оркестре играли музыканты, которые сейчас занимаются сольной карьерой. Трубач Вадим Эйленкриг впоследствии признавался, что многим обязан биг-бэнду Игоря Бутмана и отметил, что музыканту «просто необходимо проработать лет 10 в биг-бенде». Саксофониста Дмитрий Мосьпана работа в Московском джазовом оркестре сформировала в «виртуозного тенориста-импровизатора», впоследствии он стал победителем первого сезона телепроекта «Большой джаз» на телеканале «Культура». Тромбонистка Алевтина Полякова – была единственной девушкой в составе за всю историю оркестра, в одном из интервью Игорь Бутман говорит, что она «очень амбициозна и не скрывает этого». Московский джазовый оркестр стал стартовой площадкой для сольной карьеры – в 2013 году американский пианист и композитор Херби Хэнкок лично пригласил Алевтину выступить в Стамбуле на Международном дне джаза, сейчас тромбонистка проживает в США.
В 2023 году солисты Московского джазового оркестра были награждены ведомственными наградами Министерства культуры Российской Федерации. Награждение прошло по итогам празднования Столетия российского джаза. Солисты оркестра Олег Аккуратов, Евгений Побожий, Эдуард Зизак, а также заместитель директора оркестра Роман Христюк получили награды за большой вклад в развитие российского джазового искусства и джазового образования в Министерстве культуры из рук Министра культуры Ольги Любимовой.   Также Благодарности Министерства культуры получили: трубач Александр Беренсон, тромбонист Олег  Бородин, баритон-саксофонист Александр Довгополый, трубач и концертмейстер оркестра Павел Жулин, трубач Андрей Зыль, альт-саксофонист Илья Морозов, тенор-саксофонист Даниил Никитин, бас-тромбонист Николай Шевнин, альт-саксофонист Антон Чекуров, директор оркестра Марат Гарипов, а также звукорежиссёр оркестра Евгений Поцикайлик.

## Дискография
В дискографии Московского джазового оркестра семь альбомов. «Eternal Triangle» записан совместно с американским трубачом Рэнди Бреккером в августе 2003 года. Сводил альбом лучший джазовый звукорежиссер Америки — Джеймс Фарбер. В 2009 году на лейбле Butman music выходит альбом оркестра «Moscow@3am» («Москва в 3 утра»), записанный при участии легендарного трубача Уинтона Марсалиса. Его презентация прошла в рамках фестиваля «Черешневый лес». На альбоме записана музыка выдающегося российского джазового композитора Николая Левиновского.
Live-альбом «Sheherazade’s Tales» (2010) записан при участии трубача Шона Джонса, гитариста Питера Бернстина, вокалистки Кэти Дженкинс и тромбониста Джеймса Бёртона. Альбом «Special Opinion» (2013) Игоря Бутмана, Николая Левиновского и Московского джазового оркестра был записан в Нью-Йорке совместно с американскими джазовыми музыкантами: барабанщиком Дэйвом Уэклом, гитаристами Майком Стерном и Митчем Стайном, саксофонистом Биллом Эвансом, трубачом Рэнди Бреккером и басистом Томом Кеннеди.

## Нынешний состав оркестра
Игорь Бутман — тенор-, альт-, сопрано-саксофон
Олег Аккуратов — фортепиано
Николай Затолочный — контрабас
Фантине — вокал
Эдуард Зизак — барабаны
Даниил Никитин — тенор-саксофон
Антон Чекуров — альт-саксофон
Илья Морозов — альт-саксофон
Константин Бойцов — баритон-саксофон
Павел Овчинников — тромбон
Сергей Гимазетдинов — тромбон
Олег Бородин — тромбон
Николай Шевнин — бас-тромбон
Андрей Зыль — труба
Андрей Середа — труба
Григор Паносян — труба
Владислав Северов — труба

## Подробнее об участниках оркестра
Солист Московского джазового оркестра Олег Аккуратов — пианист, импровизатор и певец. С рождения страдает амаврозом — полной слепотой. В 2020 году был награждён Премией Президента Российской Федерации для молодых деятелей — за вклад в развитие отечественного музыкального искусства, также Аккуратов занял второе место в конкурсе Sarah Vaughan International Jazz Vocal Competition (Ньюарк, США). Суперфиналист проекта «Голос». Выдающийся джазовый дирижер и композитор Анатолий Кролл отмечал, что для него Олег «фантастичен во всем». Был участником концерта с оперной певицей Монсерат Кабалье, выступал вместе с Эвелин Гленни.
На гитаре в Московском джазовом оркестре играет не менее выдающийся музыкант — Евгений Побожий. Он является победителем Международного конкурса гитаристов Института джаза им. Херби Хэнкока — Herbie Hancock Institute of Jazz International Guitar Competition 2019 года. Евгений — единственный российский гитарист, который был удостоен этой награды. Жюри отметили его «коммуникативные навыки» и «ловкое» взаимодействие с ритм-секцией.
Антон Чекуров — саксофонист нового поколения, преподаватель МГИК и РАМ им. Гнесиных. Является составителем первого сборника нот российских джазовых композиторов.
Тромбонист Павел Овчинников является художественным руководителем фестивалей «Будущее джаза» и «Детский триумф джаза», также он — первый заместитель директора образовательной организации «Академия джаза».
Саксофонист Илья Морозов является одним из лучшим музыкантов нового поколения: был награждён стипендией Министерства культуры, лауреат множества профильных конкурсов, в том числе II международного джазового фестиваля молодых исполнителей Гнесин-Джаз 2012" и VII Международного конкурса молодых джазовых исполнителей в г. Ростове-на-Дону. Создал совместный проект с вокалисткой Викторией Кауновой под названием «Секстет Виктории Кауновой и Ильи Морозова».